# Мусієнко Павло Андрійович
Павло Андрійович Мусієнко (народився 15 лютого 1987 у м. Челябінську, СРСР) — білоруський хокеїст, нападник. Виступає за ХК «Гомель» у Білоруській Екстралізі. Кандидат в майстри спорту.
Вихованець хокейної школи «Трактор» м. Челябінськ. Виступав за «Гомель-2».
У складі національної збірної Білорусі провів 5 матчів (1 гол, 1 передача). У складі молодіжної збірної Білорусі учасник чемпіонату світу 2007.
Бронзовий призер чемпіонату Білорусі (2010).